# NGC 3153
NGC 3153 is een spiraalvormig sterrenstelsel in het sterrenbeeld Leeuw. Het hemelobject werd op 19 maart 1784 ontdekt door de Duits-Britse astronoom William Herschel.

## Synoniemen
- UGC 5505
- MCG 2-26-32
- ZWG 64.90
- IRAS10101+1254
- PGC 29747